# Henni Forchhammer
Henni Forchhammer o Margarete Forchhammer (Aalborg, Dinamarca, 8 de març del 1863 – Frederiksberg, Dinamarca, 31 de maig del 1955) va ser una educadora danesa i activista dels drets de les dones.

## Biografia
Va néixer el 1863, filla de Johannes Nicolai Georg Forchhammer, germana del físic i educador Johannes Georg Forchhammer i la cantant Viggo Forchhammer, i tia del director de teatre Bjarne Forchhammer. Era neta de Johan Georg Forchhammer i el seu besavi era August Friedrich Wilhelm Forchhammer.
El 1899 va ser cofundadora de Danske Kvinders Nationalråd (Consell de Dones de Dinamarca), i va formar-ne part de la junta directiva des del principi. Va presidir l'organització de 1913 a 1931. També va cofundar la Lliga Internacional de les Dones per Pau i la Llibertat el 1915, i va ser vicepresidenta del Consell Internacional de les Dones de 1914 a 1930. De 1920 a 1937 va ser delegada de la Societat de Nacions.
Va morir el 1955.